# Let’s Goal! ~Barairo no jinsei~
Let’s GOAL! ~Barairo no jinsei~ (jap. Let's GOAL! 〜薔薇色の人生〜) – trzynasty album studyjny japońskiej piosenkarki Mai Kuraki, wydany 14 sierpnia 2019 roku. Został wydany w siedmiu edycjach: regularnej (CD), pięciu limitowanych („Blue”, „Yellow”, „Black”, „Green”, „Red”) oraz „FC & Musing”. Album osiągnął 3 pozycję w rankingu Oricon i pozostał na liście przez 11 tygodni, sprzedał się w nakładzie 29 451 egzemplarzy.

## Lista utworów
Wszystkie utwory zostały napisane przez Mai Kuraki.
| CD  | CD | CD                                                                                 | CD                              | CD      |
| Nr  | Tytuł utworu | Kompozycja                                                                         | Aranżacja                       | Długość |
| --- | --- | ---------------------------------------------------------------------------------- | ------------------------------- | ------- |
| 1.  | „Let's Go!” | Ken'ichi Ide, Holly Moma, Yukiko Kaneda                                            | Ken'ichi Ide                    | 3:16    |
| 2.  | „Kimi to koi no mama de owarenai itsumo yume no mama ja irarenai” (jap. きみと恋のままで終われない いつも夢のままじゃいられない)                                                 | Daisuke Nakamura                                                                   | Daisuke Nakamura                | 4:34    |
| 3.  | „Long distance” | Daisuke Nakamura                                                                   | Daisuke Nakamura                | 3:27    |
| 4.  | „Missing You” | h-wonder                                                                           | h-wonder                        | 4:32    |
| 5.  | „Wishing on a..” | Jeff Franzel, Paul Carter, Kanata Okajima                                          | Benbrick                        | 4:17    |
| 6.  | „I will” | Akihito Tokunaga                                                                   | Akihito Tokunaga                | 4:15    |
| 7.  | „Can't stop my feeling” | Tamra Keenan, Josef Larossi, Andreas Romdhane                                      | Josef Larassi, Andreas Romdhane | 3:23    |
| 8.  | „Body talkin'” | Jake Torrey, OMEGA, Fernando Garibay, Benjamin Ingrosso, Ramiro Padilla, Nick Long | OMEGA, Fernando Garibay         | 3:10    |
| 9.  | „Change” | Tamra Keenan, Andrew Burford                                                       | One Above                       | 3:31    |
| 10. | „JUMP! JUMP!” | h-wonder                                                                           | Akihito Tokunaga, h-wonder      | 4:13    |
| 11. | „Barairo no jinsei” (jap. 薔薇色の人生) | Akihito Tokunaga                                                                   | Akihito Tokunaga                | 3:42    |
| 12. | „Shiawase no tobira” (jap. 幸せの扉) | Daisuke Nakamura                                                                   | Daisuke Nakamura                | 3:17    |
| 13. | „Kimi to koi no mama de owarenai itsumo yume no mama ja irarenai” (jap. きみと恋のままで終われない いつも夢のままじゃいられない-Cyber Mix- (Bonus track)) (tylko wer. regularna) |                                                                                    |                                 |         |

| DVD (wer. limitowana) | DVD (wer. limitowana)                      | DVD (wer. limitowana) |
| Nr                    | Tytuł utworu                               | Długość               |
| --------------------- | ------------------------------------------ | --------------------- |
| 1.                    | „Makenaide” (jap. 負けないで) (ZARD cover) |                       |

## Notowania
| Lista                       | Pozycja |
| --------------------------- | ------- |
| Oricon Weekly Albums Chart  | 3       |
| Oricon Monthly Albums Chart | 15      |
| Billboard Japan Hot Albums  | 5       |